# Зелений сланець

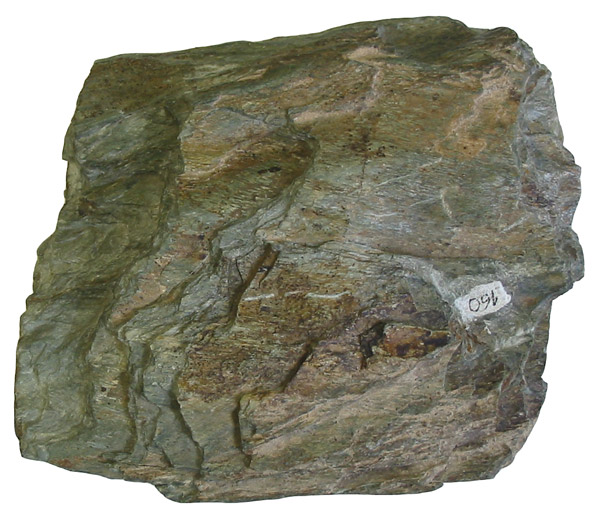
хлоритовий сланець — різновид зелених сланців.

Зелений сланець (рос. зелёный сланец, англ. green schist, нім. Grünschiefer m) — поширена метаморфічна гірська порода, що утворилася внаслідок перетворення основних вулканічних порід при помірному тиску (менше 6-8×108 Па) і т-рах (330-460 °C).
Мінеральний склад: альбіт, актиноліт, хлорит, епідот, кальцит, кварц, лейкоксен.
Структура лепідоґранобластова, текстура сланцювата, іноді смугаста.
Колір сіро-зелений.
Хімічний склад відповідає основним вулканітам — долеритам, базальтам та туфам, спостерігається збільшений вміст Н2О і СО2.
Зелений сланець зустрічається в складі зеленокам’яних поясів, в основі протерозойських або палеозойських товщ. Часто асоціює з залізистими кварцитами. Характерний для зон діафторезу.